# زعفران قماشي
الزعفران القماشي (باللاتينية: Crocus pallasii) نوع نباتي ينتمي إلى جنس الزعفران من الفصيلة السوسنية.

## الموئل والانتشار
ينتشر في بلاد الشام وتركيا والبلقان.